# ファイブチャンネル
『ファイブチャンネル』（5ch, Five Channel）は、2009年4月11日から2020年3月29日まで熊本朝日放送で毎週土曜深夜に放送されていたローカル情報番組。

## 概要
2009年3月7日放送分をもって終了した『オルガタウン』の後番組として放送開始。『オルガタウン』は月に1回の放送で、第1土曜日や最終土曜日の放送だったが、本番組は毎週土曜日の深夜の放送となった。MCを務めたのは、熊本の人気ローカルタレント・英太郎と熊本在住のグラフィックデザイナー・松永壮の２人。
番組タイトルは、KABの地上デジタル放送のリモコンキーIDが「5」であることと、番組で紹介するジャンルを「特集」「音楽」「映画」「ホビー」「インフォメーション」の5つに分類し、番組コーナーをテレビのチャンネルのように見立てていることに由来。
番組収録は自局のスタジオではなく、熊本市中央区上通町にある飲食店「BAR&DINING 556」（ゴーゴーロック・ダイナー）にて週に1回のペースで行われていたが、後にロケ企画以外では、KABの近くにあるホテルニューオータニ熊本の小宴会場（特に「ガチャトーク」等）もしくはKABの玄関ロビー（クイズ企画等）で収録するケースが多くなっていった。
放送時間は、2012年9月までは24:30 - 25:10、同年10月以降は24:45 - 25:25が基本だったが、番組編成によってはこれよりも繰り下がることがあった。

### 出来事
- 2009年12月26日放送分で、毎週土曜日の午前に放送されている『駅前TVサタブラ』のチーム（黒木よしひろ、橋口侑佳（当時KABアナウンサー）、中華首藤）と互いの番組出演権を賭けてボウリング勝負し、ファイブチャンネルチームが勝利。2010年1月9日放送の『駅前TVサタブラ』にファイブチャンネルメンバー（英太郎、松永壮）がスタジオ生出演した。
- 2010年3月27日放送分をもって、メインMCを務めていた伊藤明日香が番組を卒業。翌週4月3日放送分からは後任として高崎恵理がメインMCとなった。
- 2013年1月26日放送分をもって、メインMCを務めていた高崎が番組を卒業。翌週2月2日放送分から後任として松田朋子がメインMCとなった。
- 2015年3月28日放送分をもって、メインMCを務めていた松田が番組を卒業。翌週4月4日放送分から後任として柴田理美がメインMCとなった。

## 出演者

### メインMC
- 英太郎（タレント）
- 松永壮（グラフィックデザイナー）

### コーナー担当
- 田中洋平
- 長木真琴
- 高橋よしえ
- 深瀬智聖（元LinQ）
- まさる（タレント） - 「シネマチャンネル」のコーナー担当でVTRのみの出演。現在は顔を模したイラストでの出演。声も一部を加工されている
- イタガキ
- 冨田浩二（クイズクリエイター） - 2013年以降のクイズ企画に出演。2014年4月改編期以降の「モンダイ」コーナー担当。

### ナレーター＆まゆたん（cv）
- 舩津真弓（KABアナウンサー）

## 過去の出演者

### メインMC
- 伊藤明日香（当時KABアナウンサー） - 2009年4月11日から2010年3月27日まで担当。
- 高崎恵理（当時KABアナウンサー） - ニックネームは「エリー」。本番組出演時には赤色のフレームの眼鏡を着用していた。2010年4月3日から2013年1月26日まで出演。
- 松田朋子（KABアナウンサー） - ニックネームは「ともちん」。2013年2月2日から2015年3月28日まで出演。

## コーナー
- 特集チャンネル「キワミスター」（あらゆる分野の達人を紹介。）
  - やまびこの達人、エンターテイメントの達人、マンガ家の井上雄彦などを取り上げた。また、KABアナウンサーの細谷英宣が「ウルトラマンの達人」として、同局で毎週土曜日の午前中に放送している『駅前TVサタブラ』の番組MCを務めている黒木よしひろが「松田聖子の達人」として、当時『くまパワ』のコメンテーターを務めていたヒロシが「キャンプ」の達人として番組に出演（後に単独番組化）した。
- 音楽チャンネル「キラーチューン」
  - 番組おすすめの新譜CDの紹介やアーティストへのインタビュー、熊本で行われるアーティストのコンサートやライブ情報を伝える。
- シネマチャンネル
  - 前番組『オルガタウン』の最新映画情報のコーナー「シネマサル」を引き継ぐ形で本コーナーを放送している。映画出演者や監督へのインタビューもある。「シネマサル」に引き続き、まさるがこのコーナーを担当している。
- ホビーチャンネル「モチコミ」
  - 出演者、もしくはゲストが今ハマっている物を紹介するコーナー。時折、ミュージシャンなどがゲスト出演し、パフォーマンスを披露している。
- ガチャトーク
  - 2011年4月改編期より新設されたコーナー。視聴者から寄せられたメインMC3人に対する質問をガチャガチャを回してカプセルから取り出し、回した人間（質問によっては答える人間を指定している場合もあり）がそれに答えるという内容。
- インフォチャンネル

## テーマ曲
- オープニングテーマ
  - 「Move Your Feet」Junior Senior

2020年3月14日現在
- - 「Flash！！！」King Gnu[1]
- エンディングテーマ
  - 2009年4月度「Seeds of dream」GIRL NEXT DOOR
  - 2009年5月度「アイコトバ」TRIPLANE
  - 2009年6月度「Funny Bunny」Pillows
  - 2009年7月度「Stand by U」東方神起
  - 2009年8月度「Feelin' You」BRIGHT
  - 2009年9月度「マイライフストーリー」D.W.ニコルズ
  - 2009年10月度「スヤスヤ〜あしたは晴れる〜」英太郎
  - 2009年11月度「Winterland」大橋トリオ
  - 2009年12月度「羽」GENERAL HEAD MOUNTAIN
  - 2010年1月度「夏恋」長谷川唯
  - 2010年2月度「Memories」佐々木綾美
  - 2010年3月度「Change Myself」ICONIQ
  - 2010年4月度「never cry」舞花
  - 2010年5月度「君のいない未来」Do As Infinity
  - 2010年6月度「夏空」Galileo Galilei
  - 2010年7月度「Super Collider」UNCHAIN

## スタッフ
- タイトルデザイン：松永壮、寺本圭吾
- アートワーク：藤巻一幸、丸野文寛、湯野まもる
- ブレーン：住本安成、和田有希、小野史修、松永壮デザイン事務所
- OPイラスト：ゴトウマサフミ
- ディレクター：福嶋雅子、竹原克彦、池永良太、岡崎遼、清家崇人
- 演出：新宮隆太
- プロデューサー：河北清、宮島和彦
- 制作協力：放送技術社、AREA
- 制作著作：熊本朝日放送

## 関連番組
- ヒロシのひとりキャンプのすすめ - 事実上の後番組、当番組のコーナーの企画として開始。2020年4月から単独番組としてレギュラー放送を開始した。